# Project Regeneration Vol. 1
Project Regeneration Vol. 1 è il settimo album in studio del gruppo musicale statunitense Static-X, pubblicato il 10 luglio 2020 dalla Otsego Entertainment Group.

## Descrizione
Il disco rappresenta la prima pubblicazione di materiale inedito dai tempi di Cult of Static del 2009 nonché il primo con il ritorno della formazione originaria composta dal bassista Tony Campos, dal chitarrista Koichi Fukuda e dal batterista Ken Jay, i quali hanno voluto omaggiare la memoria del frontman Wayne Static incidendo brani basati su composizioni inedite da lui realizzate nel corso degli anni. Alla realizzazione del disco ha preso parte anche il nuovo frontman Xer0, che ha ricoperto anche il ruolo di produttore.

## Promozione
L'album è stato annunciato il 23 ottobre 2018, con una data di pubblicazione fissata all'anno seguente. Tuttavia, nel giugno 2019 gli Static-X hanno scoperto ulteriori tracce vocali inedite di Static, decidendo di posticipare l'uscita del disco; un altro fattore che ha contribuito al ritardo della sua uscita è stata la disputa legale con l'ex chitarrista Tripp Eisen, il quale ha accusato il gruppo per aver alterato gran parte dei brani a cui aveva originariamente contribuito, in particolar modo Bring You Down e My Destruction. Risolta la disputa a loro favore, il 10 febbraio 2020 il gruppo ha spiegato di aver diviso Project Regeneration in due volumi, il cui primo sarebbe stato pubblicato il 29 maggio dello stesso anno. Tale data è stata in seguito rinviata al 10 luglio per l'edizione CD e al 14 agosto per quella in vinile a causa della pandemia di COVID-19.
Il 7 febbraio 2020 gli Static-X hanno presentato il primo singolo Hollow, originariamente inciso durante le sessioni di registrazione del quarto album Start a War e rivisitato per Project Regeneration. Il successivo 15 maggio è stata la volta di All These Years, tratto dalle ultime composizioni di Static. Il 9 luglio il gruppo ha reso disponibile le anteprime di tutti i restanti brani attraverso YouTube.

## Tracce
Musiche di Static-X, eccetto dove indicato.
1. Regeneration – 1:00 (musica: Koichi Fukuda, Xer0, Tommy Shaffner)
2. Hollow – 2:41 (testo: Wayne Static – musica: Static-X, Tod Salvador)
3. Worth Dyin For – 3:26 (testo: Wayne Static)
4. Terminator Oscillator – 3:13 (testo: Xer0)
5. All These Years – 3:56 (testo: Wayne Static – musica: Static-X, Nikk Debbs)
6. Accelerate – 2:48 (testo: Xer0 – musica: Static-X, Nikk Debbs)
7. Bring You Down – 3:35 (testo: Wayne Static, Tod Salvador – musica: Static-X, Tod Salvador)
8. My Destruction – 3:29 (testo: Xer0)
9. Something of My Own – 2:53 (testo: Wayne Static, Tod Salvador – musica: Static-X, Tod Salvador)
10. Otsego Placebo – 4:20 (testo: Xer0)
11. Follow – 3:08 (testo: Wayne Static, Xer0)
12. Dead Souls – 4:44 (testo: Wayne Static, Xer0)

## Formazione
Gruppo
- Tony Campos – basso, cori
- Ken Jay – batteria
- Koichi Fukuda – chitarra, programmazione
- Wayne Wells Static – voce (tracce 2, 3, 5, 7, 9, 11 e 12), programmazione
- Xer0 – voce (tracce 3, 4, 6, 8, 10 e 11), chitarra, programmazione

Altri musicisti
- Nikk Dibbs – programmazione aggiuntiva (tracce 5, 6, 11 e 12)
- Tommy Shaffner – programmazione aggiuntiva (traccia 10)
- Al Jorgensen – voce (traccia 12)

Produzione
- Xer0 – produzione
- Ulrich Wild – missaggio, mastering, produzione (tracce 2, 7 e 9)
- Edsel Dope – produzione esecutiva